# Jean-Paul Depretto
 (août 2019).
Si vous disposez d'ouvrages ou d'articles de référence ou si vous connaissez des sites web de qualité traitant du thème abordé ici, merci de compléter l'article en donnant les références utiles à sa vérifiabilité et en les liant à la section « Notes et références ».
Jean-Paul Depretto, né le 6 juin 1952  et mort le 12 janvier 2023, est un historien français spécialiste de l'histoire sociale de l'Union soviétique, en particulier de l'histoire ouvrière.

## Travaux
Avant de prendre parti « pour une histoire sociale du régime soviétique », Jean-Paul Depretto a d’abord été historien du mouvement communiste français et plus précisément de l’implantation du Parti dans l’un de ses bastions les plus symboliques, les usines de la firme Renault de Boulogne-Billancourt dans l’entre-deux-guerres. Ses travaux initiaux ont donc été consacrés à l'histoire sociale ouvrière, thème qu’il n'abandonnera jamais tout à fait, bien qu'il se soit d'abord intéressé à la question paysanne en URSS en tant que soviétologue.
Ancien élève de l'Ecole normale supérieure de la rue d’Ulm, agrégé d’histoire, Jean-Paul Depretto a été professeur des universités en histoire contemporaine à l’Université de Toulouse-Le Mirail où il a enseigné de 1983 à 2017 et chercheur associé au Centre d'études des mondes russe, caucasien et centre européen (le CERCEC, dirigé par Alain Blum) de l’École des hautes études en sciences sociales. Il est membre du comité de rédaction des revues Le Mouvement Social et Matériaux pour l’histoire de notre temps.
L'ouvrage Les ouvriers en URSS, 1928-1941, préfacé par René Girault, est la version abrégée d'une thèse d'État soutenue en 1992. Pour une histoire sociale du régime soviétique appelle à l'écriture d'une histoire sociale qui place l'État au centre de ses préoccupations, en se nourrissant des apports de l'histoire politique. Il condamne le travers consistant à plaquer sur l'URSS des notions qui n'ont de pertinence que dans les pays occidentaux, comme le concept de classe sociale, les ouvriers étant en URSS réduits à la condition de serfs asservis au parti-État et dépourvus de conscience de classe.
Il a coordonné à partir de 2000 le projet « Nijni Novgorod », associant le CERCEC et l’Institut d’histoire de l’Académie des sciences de Russie à des historiens et archivistes de Nijni Novgorod. Le projet a permis la publication de trois volumes de documents d’archives commentés sur la région de Nijni Novgorod pour la période 1917-1985 (premier tome paru en 2002 ; tomes 2 et 3 parus en 2005).

## Publications
- (dir.) Pouvoirs et société en Union soviétique, Paris, Éditions de l'Atelier, collection Mouvement Social, 2002, 207 p.
- Pour une histoire sociale du régime soviétique (1918-1936), L’Harmattan, coll. « Pays de l’Est », 2001, 366 p.
- Les Ouvriers en URSS, 1928-1941, Paris, Publications de la Sorbonne, Institut d'études slaves, 1997, 423 p.
- Jean-Paul Depretto et Sylvie V. Schweitzer, Le Communisme à l’usine. Vie ouvrière et mouvement ouvrier chez Renault, 1920–1939, Roubaix, EDIRES, 1984, 285 p.